# طه بن مهنا الجبريني
طه بن مهنا الشافعي الجبريني (1084هـ - 1178هـ) عالم مفسر ومحدث، برع في العلوم العقلية والنقلية، ولد في سنة أربع وثمانين بحلب. 

## النشاة والتعليم
طه بن مهنا الشافعي الجبريني المحتد الحلبي المولد العالم الفاضل المتقن العلامة المحقق واحد الدهر في الفضائل المفسر المحدث صاحب الإحاطة بالعلوم العقلية والنقلية كان المعيا وحيداً له الذكاء المفرط كاملاً بحاثاً محققاً مدققاً ورعاً زاهداً ناسكاً ولد في سنة أربع وثمانين وألف وطلب بنفسه وأخذ عن علماء ذلك العصر وحبب إليه الطلب إذ بلغ فسعى وجد واجتهد ورحل إلى الحجاز في سنة إحدى وثلاثين بعد المائة وسمع صحيح البخاري على شارحه المتقن الضابط أبي محمد عبد الله بن سالم البصري وأجاز له به وبباقي ما يجوز له وقرأ العربية على الشيخ عيد المصري ومن مشايخه الشيخ تاج الدين القلعي مفتي مكة والشيخ عبد القادر المفتي بها أيضاً وأخذ عنهما وعن الشيخ يونس المصري والشيخ أبي الحسن السندي ثم المدني وغيرهم وعاد إلى وطنه واشتغل بالإفادة والحق الأحفاد بالأجداد ثم عاد إلى الحجاز في سنة إحدى وستين بعد المائة أيضاً وجاور بمكة المكرمة نحواً من سنتين وعاد إلى وطنه وكتب على صحيح البخاري قطعة صالحة وصل بها إلى المغازي وله تراجم أهل بدر الكرام رضي الله عنهم وغير ذلك من التحريرات وانتفع به خلق لا يحصون كثرة وله مداعبة لأحبابه وكان يعاني حرفة الا لاجة ينسج له وتباع ولم يكن له وجه معيشة ولا وظيفة غير ذلك وله شعر فمن شعره الذي خدم به سيد المرسلين عاقد اللحلية الشريفة قوله:
| يا أهيل النقا لقد همت وجداً | في هواكم وقد جفا الجفن سهدا |
| ما تناسيت المربوع بسلع     | سل من الركب من تناسيت عهدا  |
| كيف أنسى وفيكم من تسامى    | في سماء السماء فخراً ومجدا   |
| خاتم الرسل سيد الكون طه    | من غدا في شمائل الحسن فردا  |
| ذو جبين سما الهلال ووجه    | أخجل البدر بالبها اذ تبدى   |
| في أساريره سنا الشمس تجري  | من سناه أهتدي الذي ضل رشدا  |
| أهدب الجفن فوق خدا سيل     | أكحل العين بالنفوس مفدى     |
| أفرق السن إن تبسم تلقي     | مثل حب الغمام والدر نضدا    |
| أزهر اللون أنفه كان أقنى   | بالقنا للعدا أباد وأردى     |
| شثن الكف للكراديس ضخم      | راحتاه جوداً من البحر أندى   |
| ربعة كان إن مشى يتكفأ      | رجل الشعر ليس سبطاً وجعدا    |
| كان فخماً مفخماً يتلألأ      | خافض الطرف أكثر الخلق حمدا  |
| بين كتفيه مثل بيض حمام     | خاتم الأنبياء للخلق مبدا    |
| ومغيث لمن أتى مستجيراً      | من ذنوب فاضت على البحر مدا  |
| وصريخ لمستريح خطوب         | قد توالت عليه صكاً وطردا     |
| ورؤف بنا وأيضاً رحيم        | كم حباني فضلاً وللخير أسدى   |
| يا رسول الورى سميك طه      | قد سعى في الهوى مكباً مجدا   |
| كلما كان يستعد لرشد        | أخرته القيود عما استعدا     |
| وهو قد حل في حماك وحاشى    | أن ينال المنيخ بالباب ردا   |
| وصلاة الآله في كل آن       | مع سلام إلى ضريحك يهدى      |
| وإلى الآل والصحاب جميع     | ما سنا كوكب بأفق تبدى       |

## مؤلفاته
- كتابة على بعض صحيح البخاري.
- تراجم أهل بدر الكرام رضي الله عنهم.

## وفاته
كانت وفاته ضحوة نهار الخميس الرابع والعشرين من شهر ربيع الأول سنة ثمان وسبعين ومائة وألف ودفن خارج باب المقام قبيل المغرب وقبره شمالي قبة العواميد وأسف عليه الناس بعد أن انقطع في بيته من أواخر صفر ومرض نحواً من عشرة أيام واختلط في مدة اقامته في بيته كثيراً وأعقب ولداً ذكراً وبنتاً وقد رأيت بعض من ترجمه ذكر أنه في فجر يوم وفاته وعنده جماعة منهم أولاد شقيقته وبعض أقاربه من النساء الخيرات إذ دخل عليه طائر أخضر وحام حوله مراراً والحاضرون ينظرون ذلك ويعبجون ثم جلس على صدره هنيئة وطار وقد أرخ وفاة هذا الاستاذ السيد عبد الله اليوسفي الحلبي بقوله
بُشرى لطه حيث حاز فضائلاً عقلاً ونقلاًلقد ارتضاه وقد حباهـ الله مغفرة وفضلاً لما غدا الفردوس فيدار البقاء له محلا، أرخته بعلى الجنا... ن محدث الشهباء حلا